# Glicuronil transferase
A UDP-glicuronil transferase é uma glicosiltransferase detoxificiante que catalisa a reação :
UDP-glicuronato + aceptor [tex] UDP + acepto-β-D-glicuronídeo.
Essas enzimas do metabolismo de fase II são encontradas no fígado, onde elas agem principalmente na transformação de bilirrubina não conjugada (ou livre) em bilirrubina conjugada.  Esse conjunto de enzimas é capaz de agir em diversos substratos como fenóis, alcoóis, aminas e ácidos graxos, tanto endógenos como fármacos.

## Patologia
A deficiência de glicuronil transferase é responsável por diversos problemas de importância variável. A completa ausência de glicuronil transferase funcional resulta na síndrome de Crigler-Najjar de tipo 1, enquanto a ausência relativa resulta na de tipo 2. Ambas as formas cursam com danos ao sistema nervoso central, sendo a de tipo 1 a mais perigosa; ela inclusive conduz os pacientes à morte ainda na infância. Crigler-Najjar de tipo 2 é uma forma mais branda, tratável com fototerapia durante o período neonatal e fenobarbital durante a vida adulta.
A síndrome de Gilbert é uma disfunção bioquímica que cursa com discreta alteração da glicuronil transferase. Esta alteração não é intensa o bastante para produzir toxicidade significativa, entretanto ocorre icterícia de pele e mucosas em períodos de exacerbação, como stress, alterações emocionais, exercício extenuante etc.
O fenobarbital é um indutor da atividade da glicuronil transferase, capaz de reduzir em até 60% os níveis séricos de bilirrubina indireta (não-conjugada) de pacientes com Crigler-Najjar de tipo II. Seu uso, entretanto, é controverso devido aos efeitos adversos.